# Jacques Lafaye
Jacques René Lafaye Guillot (París, 21 de marzo de 1930-8 de julio de 2024) fue un historiador y antropólogo francés, especializado en estudios hispánicos e historia de la cultura de España e Hispanoamérica con importantes contribuciones, entre las que destaca su libro Quetzalcóatl y Guadalupe (1974) prologado por Octavio Paz, traducido por Ida Vitale e identificado como una investigación clave en el estudio de la identidad mexicana y como un comprensivo análisis del periodo colonial en México.
Ocupó cargos en diferentes instituciones relacionadas con los estudios sobre Hispanoamérica: Secretario general de la Société des Américanistes de París, Profesor de la Universidad de Estrasburgo y del Institut d’études ibériques et latinoaméricaines de la Sorbonne, y consultante de UNESCO.

## Labor investigadora
Jacques Lafaye ha sido investigador en diversas bibliotecas y archivos de: España (Biblioteca Nacional, Archivo General de Indias de Sevilla, Biblioteca Real de Madrid, Biblioteca de la Real Academia de la Historia, Biblioteca Menéndez Pelayo de Santander), en las grandes bibliotecas de París (Bibliothèque Nationale, Bibliothèque Sainte Geneviève,…), y la Bibliothèque Nationale et Universitaire (BNU) de Strasburg, en la Biblioteca Nacional y el Archivo Nacional de México, la Biblioteca Palafoxiana de Puebla, en los archivos de las congregaciones religiosas de Roma (De propaganda Fide, Istituto storico della Compagnia di Gesú, y curias de las órdenes franciscana y dominica), en las grandes bibliotecas de Estados Unidos con fondos latinoamericanos: The Library of Congress (Washington DC), The New York Public Library, The University of Texas Library (Austin), The Newberry Library (Chicago), La Casa del libro (San Juan de Puerto Rico), y en particular The John Carter Brown Library (Providence), entre otras.
Aparte de su vida académica, ha ocupado puestos en diferentes instituciones:
- Secretario general de la Société des Américanistes en el Musée de l’Homme, París y editor del Journal des Américanistes (1964-1977).
- Secretario general del XLII Congreso Internacional de Americanistas (Congreso del Centenario), París (1976)y editor de las Actas (12 vols.).
- Miembro del Comité permanente de los Congresos internacionales de americanistas
- Miembro del Comité directivo del Centre de philologie romane de la Universidad de Estrasburgo
- Miembro del Consejo de administración del Instituto de Estudios Políticos de Estrasburgo (1968)

Asimismo ha impulsado diversas conferencias como XI Stage international d’Études humanistes: La découverte de l’Amérique. (Centre international d’études humanistes, Tours, 1966, como director). Y es creador, junto con André Neher de una Licenciatura hispano-judeo-árabe (única de esta naturaleza en universidades europeas) en la Universidad de Estrasburgo.

## Distinciones
- Prix Lugné Poë, París, 1949.
- Prix du duc de Loubat, París, 1974.
- Prix Becucci, Lovaina, 1976.
- Prix de la Fondation Singer-Polignac, París, 1984.

- Miembro correspondiente de la Real Academia de la Historia, Madrid, 1980.[2]
- Miembro correspondiente de la Real Academia Española, Madrid, 1981.
- Miembro del Comité de Publicaciones del Boletín de la Real Academia Española, Madrid, 2010.
- Miembro de The Hispanic Society of America, Nueva York, 1991.

- Comendador de la Orden de Isabel la Católica, España, 1985.
- Comendador de la Orden de las Palmes académiques, Francia, 1994.
- Caballero de la Legión de Honor, Francia 1998.[3]
- Insignia del Águila Azteca México, 2006.